# Ле Маршан де Линьери, Франсуа-Мари
Франсуа-Мари Ле Маршан де Линьери (фр. François-Marie Le Marchand de Lignery; 24 августа 1703 — 28 июля 1759) — офицер французской армии и колониальный военный деятель Новой Франции. Принимал активное участие в обороне Канады во время Войны завоевания, также известной как Война с французами и индейцами, умер от ран, полученных в сражении при Ла-Бель-Фамиле в 1759 году.

## Биография
Линьери родился в Монреале в семье военного, его отцом был Констант ле Маршан де Линьери, офицер французских колониальных вооружённых сил и комендант форта Мишилимакино. Он вступил в колониальные регулярные войска в возрасте 14 лет в качестве кадета, но не участвовал в военных действиях до 1728 года, когда генерал-губернатор Шарль де ла Буш, маркиз де Боарнуа, послал его отца усмирить фоксов. Линьери-младший участвовал в этой кампании в качестве адъютанта.
В 1733 году он получил звание второго прапорщика, а в 1739 году был в отряде Шарля Ле Муана де Лонгея в его походе против чикасо. Последующая рекомендация Лонгея привела к его повышению до прапорщика 17 мая 1741 года. В том же году Линьери был назначен помощником мэра Монреаля, а в 1744 году получил звание лейтенанта. 27 января 1738 года он женился в Монреале на Марии-Терезе, дочери Даниэля Мигона де Ла Гошетьера. От этого брака родилось семеро детей, двое из которых умерли молодыми. Сыновья Линьери впоследствии служили офицерами в колониальных регулярных войсках.
1 апреля 1751 года, проведя в общей сложности 12 отдельных кампаний против англичан и получив блестящую рекомендацию от губернатора Жак-Пьера де Таффанеля, Линьери был произведен в капитаны. Когда началась Война завоевания, он сыграл важную роль во французской обороне долины Огайо. Линьери отличился в разгроме Брэддока в 1755 году. За участие в этом сражении он был награждён орденом Святого Людовика. Получив чин полковника и возглавив военное командование над всей территорией долины Огайо в 1756 году, он использовал форт Дюкен в качестве базы для нападения на британские колониальные позиции в Вирджинии и Пенсильвании. В 1758 году он захватил большую часть британских войск во главе с Джеймсом Грантом, пытавшемся взять форт Дюкен. К несчастью для Линьери, отряд, который он послал для контратаки наступающих войск Джона Форбса, был отбит, и в ноябре 1758 года он принял решение оставить и уничтожить форт, когда стало ясно, что силы британцев значительно превосходят его.
Линьери отступил в форт Машо, откуда продолжал руководить рейдами против англичан в 1759 году. Он пытался организовать экспедицию против форта Питт, построенного британцами на месте форта Дюкен, когда получил просьбу о помощи от Пьера Пушо, командира форта Ниагара. Сам Пушо оказался в осаде со стороны англичан и запросил подмоги. Линьери, который в то время убеждал союзных индейцев присоединиться к нападению на форт Питт, двинулся к форту Ниагара. 24 июня его отряд попал в засаду, когда приближался к укреплению. Сражение стало катастрофой для французов, Линьери был тяжело ранен и взят в плен. Пушо сдал форт на следующий день, а сам полковник скончался от полученных ран 28 июля 1759 года. После гибели Линьери его жена покинула Канаду и вместе с двумя дочерьми уехала во Францию.